# Richtlinie 2006/112/EG (Mehrwertsteuer-Systemrichtlinie)
Die Richtlinie 2006/112/EG des Rates vom 28. November 2006 über das gemeinsame Mehrwertsteuersystem (informell als Mehrwertsteuer-Systemrichtlinie bzw. MwStSystRL bezeichnet) ist eine europäische Richtlinie, die ein weitgehend einheitliches Mehrwertsteuersystem in der Europäischen Union (EU) vorgibt.

## Ziele
Um einen Binnenmarkt innerhalb der Europäischen Union zu schaffen, sollen in den Mitgliedstaaten Rechtsvorschriften zur Besteuerung von Umsätzen angewandt werden, die die Wettbewerbsbedingungen nicht verfälschen und den freien Waren- und Dienstleistungsverkehr nicht behindern. Dazu nimmt die Richtlinie eine Harmonisierung der nationalen Rechtsvorschriften über die Umsatzsteuern vor, indem sie ein einzuhaltendes Mehrwertsteuersystem vorschreibt.

## Grundkonzeption
Die Mitgliedstaaten müssen ein System der Allphasen-Netto-Umsatzsteuer mit Vorsteuerabzug einhalten. In diesem System wird zwar auf jeder Stufe der Wertschöpfung die Umsatzsteuer geschuldet, Unternehmer können die auf Vorleistungen anfallende Umsatzsteuer aber als Vorsteuer gegenüber dem Fiskus abziehen. So wird sichergestellt, dass das Produkt während der Herstellung nicht mit Umsatzsteuer belastet wird. Erst wenn ein Endverbraucher oder ein nicht zum Vorsteuerabzug berechtigtes Unternehmen das Produkt erwirbt, verbleibt der Umsatzsteuerbetrag in der Staatskasse.

## Änderung 2022
Nachdem der Rat im Dezember 2021 eine Einigung für Änderungen erzielte, trat im April 2022 die geänderte Richtlinie in Kraft. Sie sieht einen regulären Steuersatz von mindestens 15 % und einen ermäßigten Steuersatz von mindestens 5 % vor. Eine komplette Steuerbefreiung ist nur in bestimmten Bereichen möglich, unter anderem bei Lebensmitteln und anderen Gütern zum Decken der Grundbedürfnisse.

## Umsetzung in nationales Recht

### Deutschland
Die Mehrwertsteuer-Systemrichtlinie ist in Deutschland durch das Umsatzsteuergesetz in nationales Recht umgesetzt.

### Österreich
Die nationale Umsetzung in Österreich ist durch das Umsatzsteuergesetz 1994 erfolgt.